# Забруднення підземних вод
Забруднення підземних вод — зміна їх хімічного складу (зазвичай засолення підземних вод) або поява інших небажаних компонентів в результаті діяльності людини. Це може бути наслідком порушення санітарних норм в приповерхневих умовах (створення водовідстійників, поява стічних вод, зберігання сміття, техновідходів), порушення режиму підземних вод внаслідок неграмотно організованого буріння, ліквідації існуючого ґрунтово-рослинного шару, порушення зони аерації, водоупорної покрівлі.
Забруднення підземних вод — це надходження до водоносних горизонтів речовин, що змінюють природні фізико-хімічні властивості води та знижують її якість до рівня, непридатного для питного, господарського або промислового використання. Забруднювачами можуть бути нафта, нафтопродукти, хлориди, сульфати, важкі метали, феноли, а також бактеріологічні та радіоактивні речовини. Такі речовини потрапляють у підземні води через розгерметизовані свердловини, аварії на трубопроводах, витоки з резервуарів, полігонів, фільтрацію із забруднених ґрунтів та інфільтрацію з поверхневих вод. Наслідками є отруєння джерел питної води, порушення санітарно-епідеміологічної ситуації, загибель мікроорганізмів та фауни, а також довгострокова деградація довкілля.
Забруднення геологічного середовища та підземних вод є тісно пов’язаними екологічними проблемами.
Основними причинами З.п.в. є діяльність промисловості (37 %), сільського господарства (16 %), житлово-комунального господарства (10 %), надходження некондиційних підземних вод при порушенні режиму експлуатації водозаборів (13 %).